# El Callao (khu tự quản)
El Callao là một khu tự quản thuộc bang Bolívar, Venezuela. Thủ phủ của khu tự quản El Callao đóng tại El Callao. Khự tự quản El Callao có diện tích 2223 km2, dân số theo điều tra dân số ngày 21 tháng 10 năm 2001 là 17410 người.